# Río Uchur
El río Uchur, también transliterado como Outchour (en ruso, Учур) es un largo río de Rusia que discurre por la Siberia oriental, un afluente por la derecha del río Aldán (a su vez afluente del río Lena), que se hundió en el este de Siberia. Tiene una longitud de 812 km y drena una cuenca de 113.000 km² (mayor que países como Benín, Cuba o Bulgaria).
Administrativamente, el río Uchur discurre por el krai de Jabárovsk y la república de Saja de la Federación de Rusia.

## Geografía
El río Uchur nace en los montes Guéran (extremo oriental de las montañas Stanovoi), en el krai de Jabárovsk, a menos de 100 km del mar de Ojotsk. Se adentra en el continente en dirección noroeste antes de virar más abiertamente hacia el norte. Fluye en una región montañosa drenando la parte oriental de la meseta de Aldán. Pasa por las localidades de Yuna y Selingde, donde vira hacia el noroeste y entra en la república de Saja. Nada más entrar en Saja llega a Gonam, donde recibe por la izquierda al más importante de sus afluentes, el homónimo río Gonam (640 km). Atraviesa Chiul'be y entra en su tramo final, desembocando en el río Aldan, por la margen derecha, en las proximidades de la pequeña ciudad de Chagda
A lo largo de su curso hay varias zonas cortadas por rápidos. 

### Afluentes
El río Uchur es un río caudaloso y bien alimentado, ya que recibe agua de 141 afluentes de más de 10 km de largo (su cuenca tiene unos 16.000 ríos y 5.000 lagos). La proximidad, en el este de la cuenca hidrográfica del río Maya hace que todos los afluentes de su gran cuenca hidrográfica provengan de la izquierda, siendo los principales los ríos Ujan (233 km), Tyrkan (238 km), Gonam (640 km y una cuenca de 55 600 km²) y Guynym (297 km y una cuenca de 55 600 km²).

## Navegabilidad
Al igual que casi todos los ríos siberianos, el río está congelado durante un largo período, de noviembre a mayo. Quitando este período, el Uchur es navegable en parte de su curso inferior, desde la confluencia con el Aldan. 

## Hidrometría
El caudal del Uchur se ha observado durante 46 años (en el período 1954-99) en Tchyoulbe, una pequeña localidad ubicada a unos 154 km de su confluencia con el Aldán.
El caudal medio anual durante ese período fue de 1.211 m³/s, con una cuenca drenada de 108.000 km² (aproximadamente el 96% de la cuenca del río, que es de 113.000 km²). La lámina de agua discurre por la cuenca es de 354 mm por año, que puede considerarse alta en el contexto de Siberia y la cuenca del Lena. 
El caudal medio mensual observado en marzo (mínimo estiaje) es de 46,6 m³/s, apenas el 1,3% del caudal medio en junio (máximo anual con 3.652 m³/s), lo que demuestra la gran amplitud de las variaciones estacionales. En el período de observación de 46 años, el caudal mínimo mensual fue de 19,8 m³/s, en marzo de 1970, mientras que el caudal máximo mensual ascendió a 8.820 m³/s en junio de 1956. 
Considerando sólo el periodo estival libre de hielo (de junio a octubre), el caudal mínimo mensual observado fue 275 m³/s en octubre de 1968, un nivel que aún se considera abundante (caudales inferiores a 280 m³/s fueron raros, incluso excepcionales). 
Caudal medio mensual del río Uchur medido en la estación hidrométrica de Tchyoulbe  (m³/s) 
(Datos calculados en un periodo de 46 años, 1954-99)